# Ribeirão das Neves
Ribeirão das Neves är en stad och kommun i sydöstra Brasilien och ligger i delstaten Minas Gerais. Ribeirão das Neves är belägen strax väster om Belo Horizonte och ingår i dess storstadsområde. Kommunen är indelad i två befolkningscentran; centralorten samt den något folkrikare Justinópolis (som är belägen närmare centrala Belo Horizonte).

## Administrativ indelning
Kommunen var år 2010 indelad i två distrikt:
- Justinópolis
- Ribeirão das Neves

## Befolkningsutveckling
| Område              | Areal (km²)   | Invånarantal 1 augusti 2000 | Invånarantal 1 augusti 2010 | Invånarantal 1 juli 2014 |
| ------------------- | ------------- | --------------------------- | --------------------------- | ------------------------ |
| Kommun              | 155,54        | 246 846                     | 296 317                     | 319 310                  |
| Urban befolkning    | Ingen uppgift | 245 401                     | 294 153                     | Ingen uppgift            |
| ...varav centralort | Ingen uppgift | 108 960                     | 134 444                     | Ingen uppgift            |